# Robert Jungk

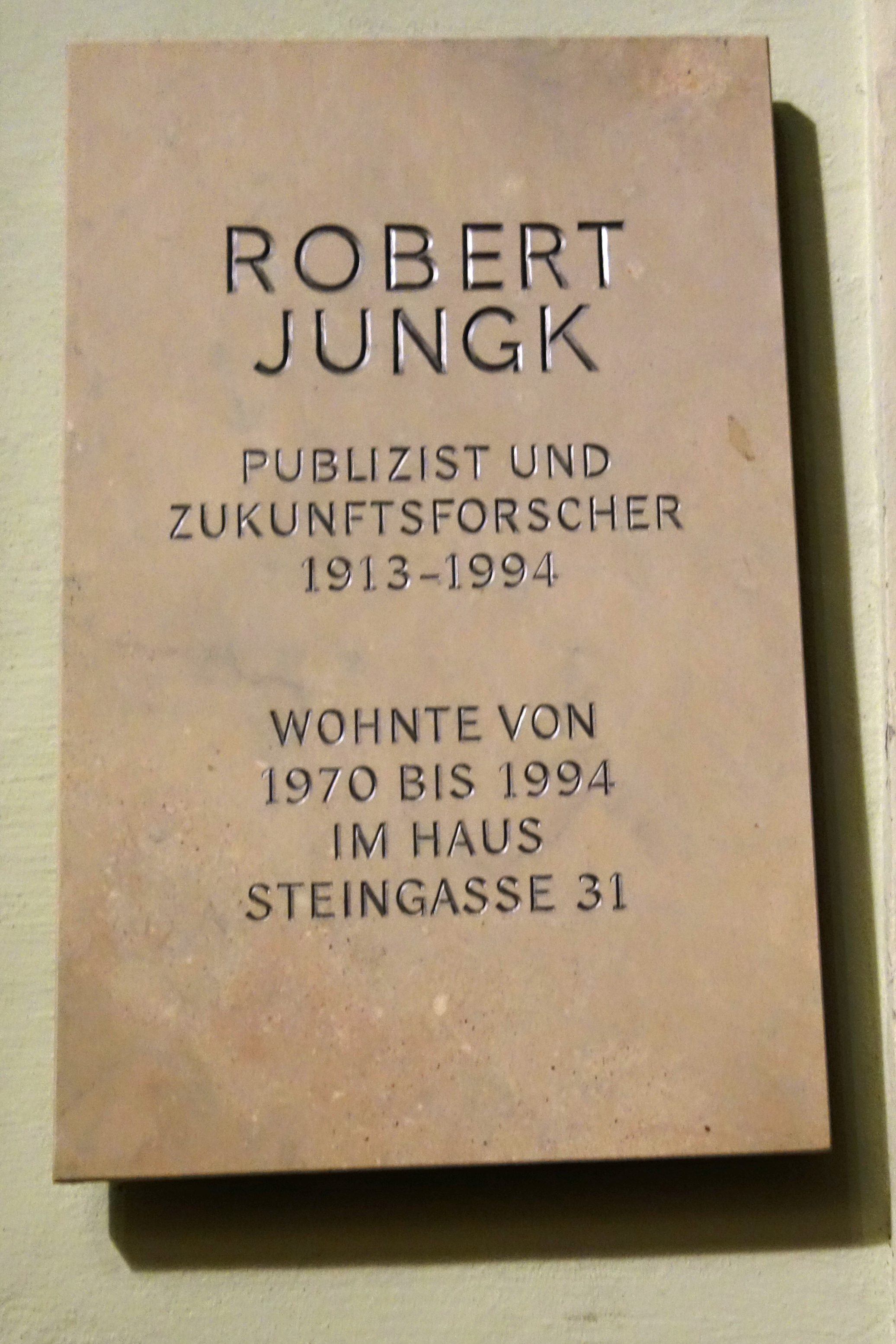
Erinnerungstafel an Robert Jungks Salzburger Wohnhaus, Steingasse 31

Robert Jungk (* 11. Mai 1913 in Berlin; † 14. Juli 1994 in Salzburg; eigentlich Robert Baum bis 1950) war ein deutsch-österreichischer Publizist, Journalist und einer der ersten Zukunftsforscher. 1986 erhielt er den Right Livelihood Award, bekannt als Alternativer Nobelpreis.

## Jugend und Emigration
Robert Baum war der Sohn des Dramaturgen, Schauspielers und Regisseurs David Baum (Künstlername Max Jungk, 1872–1937) und der Schauspielerin Sara Bravo (Künstlername Elli Branden, 1885–1948), assimilierte Juden.
Als Schüler des humanistischen Mommsen-Gymnasiums (heute Heinz-Berggruen-Gymnasium in Berlin-Westend) in Berlin-Charlottenburg beteiligte er sich an der antibürgerlichen Jugendbewegung „Kameraden, deutsch-jüdischer Wanderbund“, war Mitglied im Sozialistischen Schülerbund (SSB), einer Organisation, die der Kommunistischen Partei-Opposition nahestand, und bei der Internationalen Arbeiterhilfe (IAH). Nach dem Abitur 1932 versuchte er sich als Regieassistent bei Richard Oswald und wirkte in einer Nebenrolle im Film Unheimliche Geschichten mit. Danach nahm er ein Philosophie-Studium an der Friedrich-Wilhelms-Universität auf und beteiligte sich am von Harro Schulze-Boysen initiierten Gegner-Kreis.
Kurz nach dem Reichstagsbrand wurde Jungk verhaftet, weil er Titelseiten des Völkischen Beobachters vom Schwarzen Brett der Universität gerissen hatte, gelangte aber mit Hilfe seines Freundes Sven Schacht, des Neffen von Reichsbankpräsident Hjalmar Schacht, wieder in Freiheit. Noch vor der Reichstagswahl März 1933 reiste er nach Seefeld in Tirol aus. Über Zürich emigrierte er im Mai 1933 nach Paris. Es folgten ein Studium an der Sorbonne, Filmarbeiten in Frankreich und Spanien sowie Tätigkeiten für deutschsprachige Pressedienste von Emigranten. 1936 kehrte er kurz zu seinen Eltern nach Berlin zurück, wo der Kontakt zu Harro Schulze-Boysen wieder auflebte. Im November 1936 musste Jungk, wie unmittelbar darauf auch seine Eltern, in die Tschechoslowakei flüchten; während seiner Zeit in Prag schloss er Freundschaft mit Peter Weiss.
Während Robert Jungk sich von den zerstrittenen Gruppierungen der politischen Emigration fernhielt, pflegte er intensiven Kontakt zur Gruppe marxistischer Psychoanalytiker um Otto Fenichel und Steffi Bornstein.
Im Mai 1938 wich er vor der drohenden deutschen Okkupation nach Zürich aus. Wilhelm Reichs Buch Massenpsychologie des Faschismus hatte ihn dazu angeregt, eine historische Doktorarbeit „über die seelischen Gründe des Zusammenbruchs großer Reiche“ zu schreiben. Die ablehnende Reaktion des Doktorvaters Karl Meyer beendete zunächst Jungks akademische Ambitionen. Stattdessen wirkte er vorübergehend am Aufbau eines Pressedienstes in London mit. Von 1939 bis 1945 arbeitete er für schweizerische Tages- und Wochenzeitungen unter verschiedenen Pseudonymen, insbesondere als F. L. für die Weltwoche. Im Juni 1943 drohte ihm die Abschiebung nach Deutschland; erst die Fürsprache Emil Oprechts und anderer führte zu einer Internierung, erst in der Strafanstalt St. Gallen, dann im Arbeitslager Möhlin, schließlich auf Schloss Burg im Leimental.

## Nachkriegszeit und Friedensbewegung

In Wien wohnte Robert Jungk Ende der 1950er Jahre in dieser 1896 vom Architekten Max Fabiani umgebauten Villa, Hohe Warte 29

Nach 1945 lebte er in Paris, Washington, D.C. und Los Angeles und arbeitete als Korrespondent für schweizerische, deutsche, niederländische und französische Medien. 
Robert Jungk war ab 1948 mit Ruth Suschitzky, Cousine von Edith Tudor-Hart und Wolfgang Suschitzky, verheiratet. 1952 wurde der gemeinsame Sohn Peter Stephan Jungk geboren. Im Jahr 1957 siedelte er mit seiner Ehefrau Ruth nach Österreich über, zunächst nach Wien. Ab 1970 lebte das Ehepaar in Salzburg.
1952 erschien sein erstes Werk, Die Zukunft hat schon begonnen, zu Fragen der Zukunft der Menschheit.
Jungk gehörte zu den bedeutendsten Pionieren der internationalen Umwelt- und Friedensbewegung. Er entwickelte die Idee der Zukunftswerkstätten für demokratische Beteiligung, gründete 1985 die Robert-Jungk-Bibliothek für Zukunftsfragen und 1987 das Rezensionsmagazin proZukunft. 1963 war Jungk ein Gründungsmitglied des Instituts für soziale Gegenwartsfragen e. V. Ab 1964 war er Mitherausgeber der Buchreihe Modelle für eine neue Welt. Im selben Jahr gründete er das Institut für Zukunftsfragen in Wien. Einer seiner Mitarbeiter an diesem Institut war Ernst Florian Winter. Robert Jungk prägte 1977 den Begriff „Atomstaat“ mit seinem gleichnamigen Buch. Ab 1980 war Jungk aktiv in der Friedensbewegung. Im Heißen Herbst 1983 nahm er an der Sitzblockade des US-Stützpunktes in Mutlangen teil und war Sprecher auf der Großdemonstration im Bonner Hofgarten.

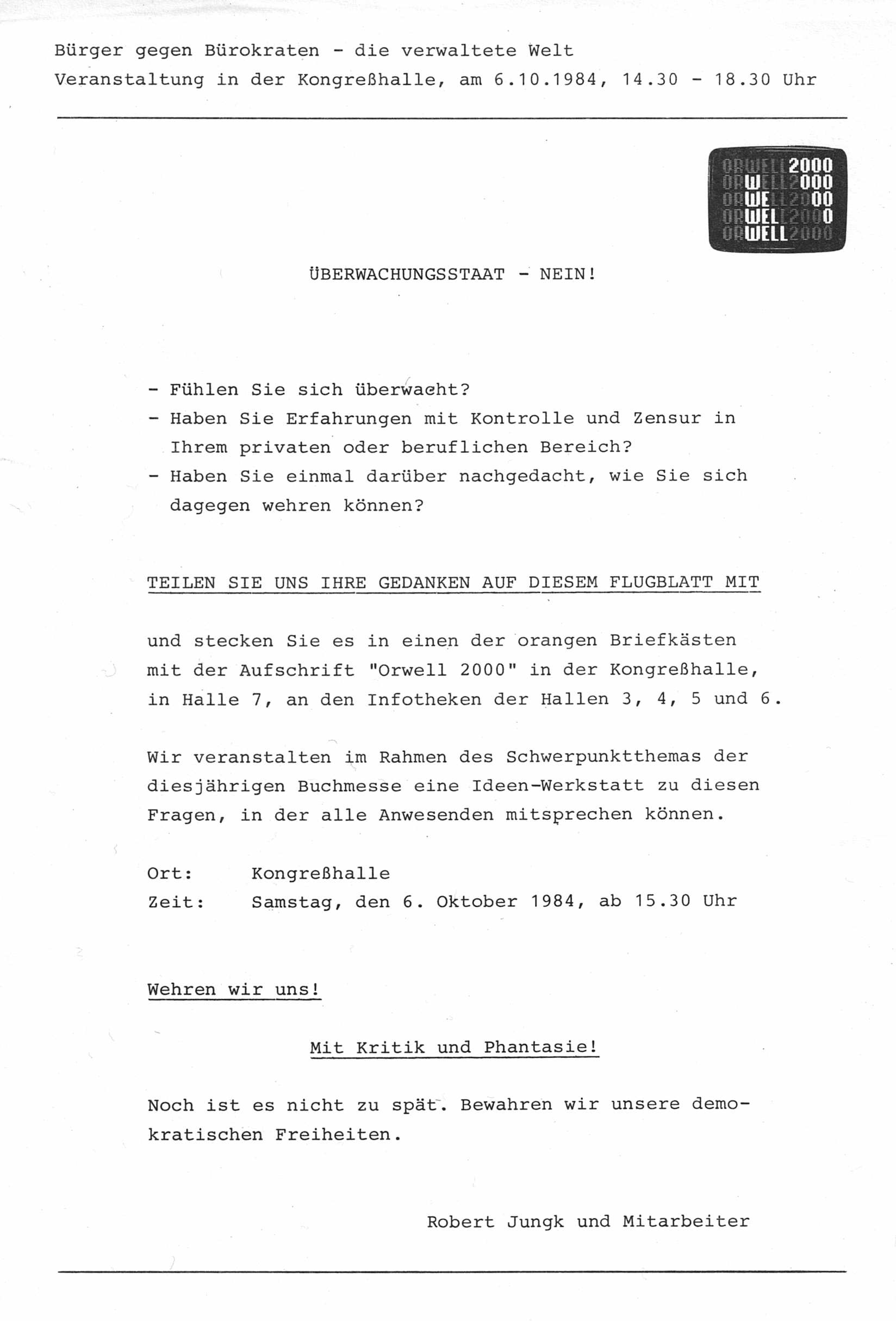
Mitmach-Flugblatt 1984

Obwohl er in seiner eigenen Vita angibt, sich erst ab 1980 in der Friedensbewegung engagiert zu haben, tat er dies nachweislich bereits ab 1960 in Bezug auf den Ostermarsch gegen Kernwaffen in Ost und West, trat als Redner bei Abschlusskundgebungen auf und entwarf 1962 einen Aufruf, anknüpfend an die Aussage im ersten Ostermarsch-Flugblatt von 1960 (Haben Sie Vertrauen in die Macht des Einzelnen!): „Wer kann einen dritten Weltkrieg verhindern? DU – kannst ihn verhindern (…) Nütze Deine Chance heute und hier, verteidige das Leben und die Freiheit Deiner Familie jetzt! Schließe Dich den Ostermärschen gegen die Atomwaffen jeder Nation an!“
1986 erhob die Staatsanwaltschaft Hanau Anklage gegen Jungk wegen Anstiftung zu einer strafbaren Handlung und Landfriedensbruch, weil er auf einer Anti-Atom-Demonstration in Hanau den Demonstranten zugerufen hatte: „Macht kaputt, was Euch kaputt macht“ und „Gewaltlos oder militant – Hauptsache Widerstand“.
Kurz nach der Standortbekanntgabe der Wiederaufarbeitungsanlage Wackersdorf (WAA) 1982 trat Jungk als Hauptredner vor rund 15.000 Atomkraftgegnern auf dem Schwandorfer Marktplatz auf. 1987 übernahm er die presserechtliche Verantwortung für das bayerische Anti-Atom-Magazin Radi Aktiv. 1988 brachte er persönlich seine Einwände gegen die WAA beim Erörterungstermin in Neunburg vorm Wald vor und bekräftigte seine These, wonach sich ein „Atomstaat“ derart vor Angriffen auf Anlagen wie die WAA schützen müsse, dass die Bürger ihn eines Tages nicht mehr wiedererkennen würden.
In der Bundespräsidentenwahl in Österreich 1992 trat er als Kandidat der Grünen Alternative an. Er erhielt 5,7 Prozent der Stimmen.

## Jungk und der Wissenschaftsjournalismus
Jungk gehörte zu denen, die sich – auch aufgrund eigener Beiträge – früh mit der Rolle des Wissenschaftsjournalismus befassten. Sein Buch „Und Wasser bricht den Stein“ enthält mehrere Abschnitte, in denen er sich zur wachsenden Bedeutung dieses damals noch wenig genutzten Ressorts und zur Notwendigkeit äußert, die Journalistenausbildung daran anzupassen.
So schrieb er unter der Überschrift „Sollen Journalisten Kernphysik studieren?“ im Juli 1975: „Es wäre zu überlegen, ob das Studium der Naturwissenschaften und der Technologie nicht endlich in das Curriculum der allgemeinen Journalistenausbildung aufgenommen werden sollte.“ Auch stellte Jungk fest: „Gewiss gibt es heute mehr populärwissenschaftliche Artikel oder ganze Beilagen in den Tages- und Wochenzeitungen. Es trifft auch zu, daß Radio und Fernsehen öfter als früher sich Themen aus der Welt der Forschung widmen.“ Jungk selbst schrieb für das X-Magazin und für Bild der Wissenschaft von 1972 bis 1985 regelmäßig Kolumnen und verband dabei – wie auch in seinen Büchern – die Arbeit und Sichtweise eines Wissenschaftlers mit der eines Wissenschaftspublizisten.
Beerdigt wurde Robert Jungk auf dem Jüdischen Friedhof in Salzburg.

## Ehrungen

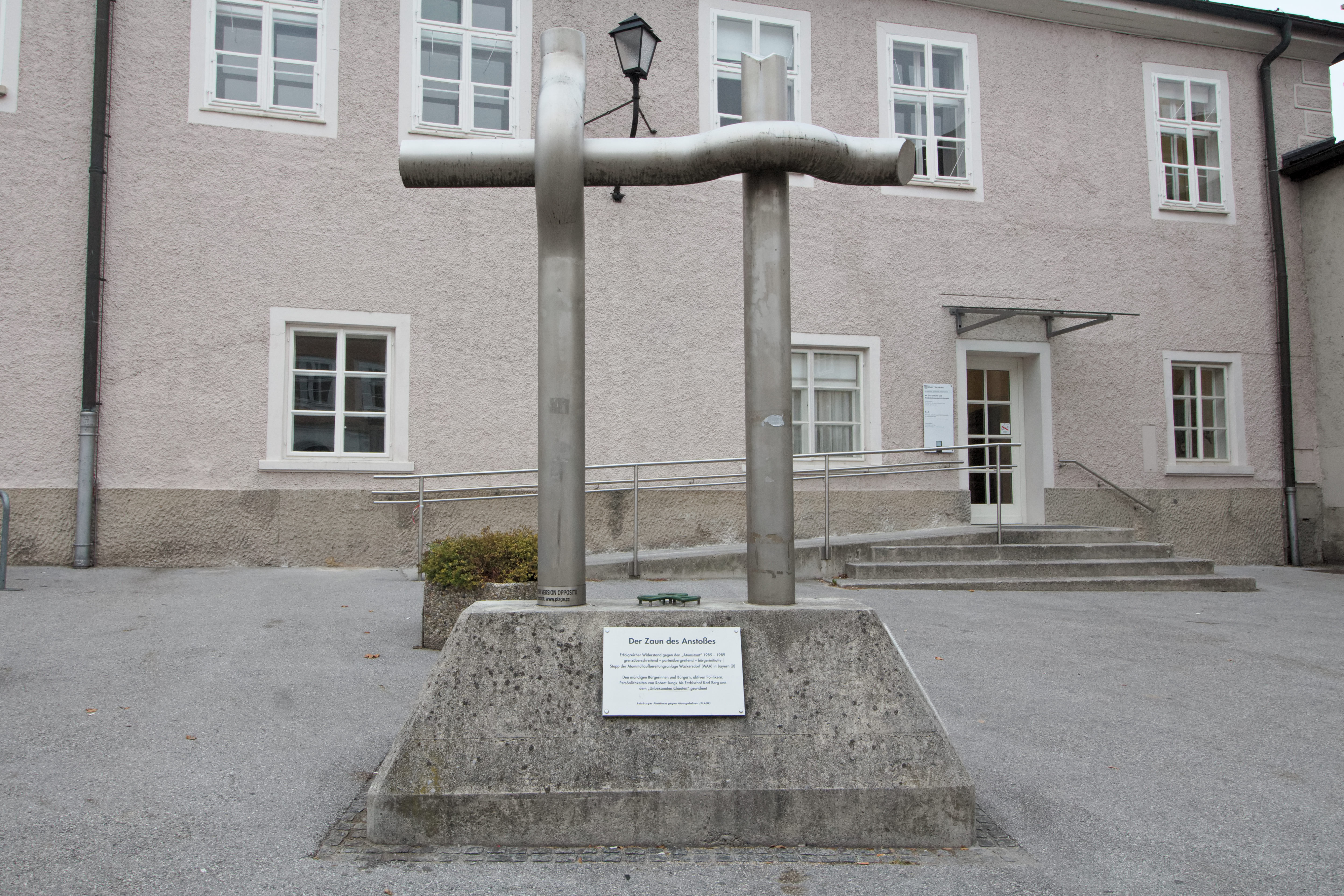
Anti-WAA-Denkmal auf dem Salzburger Mozartplatz, gewidmet u. a. Robert Jungk

Das Städte-Netzwerk NRW e. V. vergab in Zusammenarbeit mit der Robert-Jungk-Bibliothek für Zukunftsfragen Salzburg, und dem Ministerium für Generationen, Familie, Frauen und Integration des Landes Nordrhein-Westfalen von 1999 bis 2011 alle zwei Jahre den Robert-Jungk-Preis für Bürgerengagement. Die Auszeichnung würdigte zukunftsweisende Projekte und Initiativen, die mit sozialer Verantwortung und am Gemeinwesen orientierten Aktivitäten die Lebensqualität der Menschen in den Städten und Gemeinden Nordrhein-Westfalens nachhaltig verbesserten.
Die Robert-Jungk-Oberschule in Berlin-Wilmersdorf und die Robert-Jungk-Gesamtschule in Krefeld-Hüls wurden nach ihm benannt.
Das Anti-WAA-Wackersdorf-Denkmal auf dem Mozartplatz (Salzburg) ist u. a. auch ihm gewidmet.
Jedes Jahr vergibt die Robert-Jungk-Bibliothek für Zukunftsfragen in Kooperation mit der Stadt Salzburg das Robert-Jungk-Stipendium für Zukunftsforschung.

## Auszeichnungen
- 1970: Honorarprofessor an der TU Berlin
- 1986: Right Livelihood Award (Alternativer Nobelpreis)
- 1989: Ehrenbürger der Stadt Salzburg
- 1992: Alternativer Büchnerpreis
- 1993: Ehrendoktor der Universität Osnabrück
- 1993: Österreichisches Ehrenkreuz für Wissenschaft und Kunst
- 1993: Salzburger Landespreis für Zukunftsforschung

## Zitate
„Durch geöffnete Türen gehen Kenntnisse nicht nur hinaus, sondern fließen auch hinein.“

„Indem du dein Wissen mit anderen teilst, verlierst du es nicht, es wird auch nicht weniger, sondern es zieht anderes Wissen an.“

## Werke
- Die Zukunft hat schon begonnen. Amerikas Allmacht und Ohnmacht. Heyne, Stuttgart 1952, ISBN 3-453-04010-4.
- Die Zukunft hat schon begonnen. Entmenschlichung – Gefahr unserer Zivilisation. Goldmann, Bern/Stuttgart 1952, ISBN 3-442-11355-5.
- Albert Schweitzer: Das Leben eines guten Menschen. Unter Pseudonym „Jean Pierhal“ verfasste Biografie. Kindler Verlag, München 1955.
- Heller als tausend Sonnen. Das Schicksal der Atomforscher. Scherz Verlag, Bern/Stuttgart/Wien 1956. Neuauflage bei Rowohlt, Reinbek 1988, ISBN 3-499-16629-1.
- Strahlen aus der Asche. Geschichte einer Wiedergeburt. Bern 1959.
- Die große Maschine. Auf dem Weg in eine andere Welt. Heyne, München 1966, ISBN 3-453-05112-2.
- Vom blinden zum wissenden Fortschritt. Essen 1969.
- Eskalation der neuen Waffen. 1969.
- Griff nach dem Atom. Stuttgart 1970.
- Der Jahrtausendmensch. Bericht aus den Werkstätten der neuen Gesellschaft. München 1973 (Textauszug).
- Plädoyer für eine humane Revolution. Ein Gespräch mit Adelbert Reif. Zürich 1975.
- Der Atomstaat. Vom Fortschritt in die Unmenschlichkeit. Kindler, München 1977, ISBN 3-463-00704-5 (Platz 1 der Spiegel-Bestsellerliste vom 6. Februar bis zum 9. April 1978).
  - Thesen gegen Supertechnik. Rezension von Klaus Traube. In: Der Spiegel, Nr. 53, 26. Dezember 1977.
  - Wie müssen die Kernkraft-Bürger beschaffen sein? Rezension von Kurt Rudzinski, in Frankfurter Allgemeine Zeitung, 8. Februar 1978.
  - Überraschend aktuell. Nachbetrachtung von Georg Ehring, Deutschlandradio, 20. September 2010
- Die Großen – Leben und Leistung der sechshundert bedeutendsten Persönlichkeiten unserer Welt. Herausgegeben von Kurt Fassmann unter Mitwirkung von Max Bill, Hoimar von Ditfurth u. a. Kindler Verlag, Zürich 1977.
- mit Norbert R. Müllert: Zukunftswerkstätten. Mit Phantasie gegen Routine und Resignation. Goldmann, Hamburg 1981, ISBN 3-442-11357-1 (Textauszug).
- Der Mensch. Gefährdung und Zukunft. München/Offenbach 1982.
- Menschenbeben. Der Aufstand gegen das Unerträgliche. München 1983.
- Und Wasser bricht den Stein. Streitbare Beiträge zu drängenden Fragen der Zeit. Freiburg 1986 (Taschenbuchausgabe München 1988), ISBN 3-423-10888-6.
- Sternenhimmel statt Giftwolke oder den Frieden erfinden. Zürich 1987, ISBN 3-85842-128-6.
- Projekt Ermutigung. Berlin 1988 (Textauszug).
- Glaubhafte Ermutigung. Rede. Oldenburg 1988 (Digitalisat).
- Deutschland von außen. Beobachtungen eines illegalen Zeitzeugen. München 1990, ISBN 3-453-03394-9.
- Zukunft zwischen Angst und Hoffnung. Ein Plädoyer für die politische Phantasie. München 1990.
- Trotzdem. Mein Leben für die Zukunft. Carl Hanser Verlag, München/Wien 1993.
- Das Sonnenbuch. Bericht vom Anfang einer neuen Zukunft. Hg. v. Walter Spielmann. Otto Müller Verlag, Salzburg 2013, ISBN 978-3-7013-1206-1.